# Celeste Poltera
Celeste Poltera (ur. w 1963 roku w Savognin) – szwajcarski bobsleista, czterokrotny medalista mistrzostw świata.

## Kariera
Największy sukces w karierze osiągnął w 1987 roku, kiedy wspólnie z Ralphem Pichlerem zwyciężył w dwójkach podczas mistrzostw świata w Sankt Moritz. Na tej samej imprezie Poltera wywalczył także brązowy medal w czwórkach. Na rozgrywanych rok wcześniej mistrzostwach świata w Königssee w parze z Pichlerem był drugi w dwójkach, a rywalizację w czwórkach ponownie ukończył na trzeciej pozycji. Poza tym zdobył także srebrny medal w czwórkach na mistrzostwach Europy w Cervinii w 1987 roku, brązowy w tej konkurencji na ME w Sarajewie w 1987 roku oraz srebrny w dwójkach na mistrzostwach Europy w Sankt Moritz w 1993 roku. Nigdy nie wystąpił na igrzyskach olimpijskich.